# Aéroport international de Quetta
L'aéroport international de Quetta (code IATA : UET • code OACI : OPQT) est un aéroport du Pakistan. Il est situé à Quetta, capitale de la province du Baloutchistan.

## Situation
| Bahawalpur Chitral Dalbandin Dera Ghazi Khan Dera Ismail Khan Faisalabad Gilgit Gwadar Islamabad Karachi Lahore Moenjodaro Multan Nawabshah Panjgur Peshawar Quetta Rahim Yar Khan Sialkot Sawan Sehwan · Sharif Sindhri Skardu Sukkur Turbat Zhob |